# سیلون ژرژ
سیلون ژرژ (فرانسوی: Sylvain Georges‎؛ زادهٔ ۱ مهٔ ۱۹۸۴) دوچرخه‌سوار اهل فرانسه است.
از باشگاه‌هایی که در آن رکاب زده‌است می‌توان به سن میشل–اوبر۹۳ و آژ۲آر لا موندیال اشاره کرد.